# 烟墩山塔
烟墩山塔，位于中国广东省中山市石岐区中山公园内。烟墩山塔建于明代万历三十六年(1608年)九月，由知县蔡善继创建。烟墩山塔七层，高24.5米，为八角形楼阁样式。2008年11月18日，列入广东省文物保护单位。